# Fernando Echavarri
Fernando Echavarri (Santander, 13 augustus 1972) is een Spaans zeiler.
Echavarri werd in 2005 en 2007 samen met Antón Paz wereldkampioen in de Tornado. Tijdens de Olympische Zomerspelen 2008 behaalden zij hun grootste succes met winnen van olympisch goud in de Tornado.
Echavarri was tijdens de Volvo Ocean Race 2008-2009 schipper van de Telefonica Black Racing Team die als derde eindigde.
Vanaf 2014 neemt Echavarri deel in de gemengde Nacra 17 samen met Tara Pacheco en behaalde hun grootste succes met het winnen van de zilveren medaille tijdens de wereldkampioenschappen in 2017.

## Belangrijkste resultaten

### Wereldkampioenschappen
| Jaar | Plaats            | Resultaten           |
| ---- | ----------------- | -------------------- |
| 1995 | Tenerife          | 98ste in de laser    |
| 1999 | Vallensbaek       | 28ste in de tornado  |
| 2002 | Martha's Vineyard | 12de in de tornado   |
| 2003 | Cádiz             | 13de in de tornado   |
| 2004 | Palma de Mallorca | 4de in de tornado    |
| 2005 | La Rochelle       | in de tornado        |
| 2006 | San Isidro        | 7de in de tornado    |
| 2007 | Cascais           | in de tornado        |
| 2008 | Auckland          | 7de in de tornado    |
| 2010 | Rio de Janeiro    | 33ste in de star     |
| 2011 | Perth             | 18de in de star      |
| 2012 | Hyères            | 14de in de star      |
| 2015 | Aarhus            | 28ste in de Nacra 17 |
| 2016 | Clearwater        | 13de in de Nacra 17  |
| 2017 | La Grande-Motte   | in de Nacra 17       |
| 2018 | Aarhus            | 16de in de Nacra 17  |

### Olympische Zomerspelen
| Jaar | Plaats         | Resultaten    |
| ---- | -------------- | ------------- |
| 2004 | Athene         | 8ste tornado  |
| 2008 | Peking         | tornado       |
| 2016 | Rio de Janeiro | 11de Nacra 17 |